# Ана Траколникова
Ана Николова Трако̀лникова-Левичарова е българска учителка, културна и обществена деятелка.
Ана Траколникова е родена на 18 август 1870 г. в град Карлово, където придобива основно и прогимназиално образование, след което продължава да учи в класно училище в Пловдив. През 1892 г. постъпва като временна учителка в Пазарджик. През 1894 г. е главна учителка в класното Девическо училище в същия град.

Заедно със съпруга си Кръстьо Левичаров от 1901 до 1906 г. работи в град Сливен, а след това в Бургас, Ямбол и Котел. След това двамата трайно заживяват в Пазарджик. Ана Траколникова повишава своята квалификация, като успешно завършва специален висш курс в София и става гимназиална учителка по математика и физика в Девическата гимназия, а по-късно в Смесената, където се пенсионира.
От 1910 до 1929 г. с малки прекъсвания е председателка на женското дружество „Просвета“, а след това до 1945 г. е негова почетна председателка. С встъпването си в длъжност преработва Устава на дружеството през 1911 г. Същата година под нейно ръководство дружеството открива Девическо практическо занаятчийско училище „Трудолюбие“ и тя е негов ктитор. Работи за неговото утвърждаване и развитие. Организира дейности за набирането на средства, необходими за функционирането му. По нейна инициатива е създена фондацията „Постройка“ през 1926 г., за изграждането на нова сграда на Девическото практическо училище. Активно се включва в просветната и обществена дейност на дружеството – изнася реферати, организира благотворителни акции за бедните ученици, за бедните войнишки семейства и други. Дългогодишна активна деятелка на читалище „Виделина“.
На 24 октомври 1920 г. е наградена с грамота и орден за гражданска заслуга „Дамски кръст“ III ст. с корона за своята активната общественополезна дейност, по случай 50 г. от литературната дейност на Иван Вазов.